# Bothrops cotiara
Espèce
Synonymes
- Lachesis cotiara Gomes, 1913
- Rhinocerophis cotiara (Gomes, 1913)

Bothrops cotiara est une espèce de serpents de la famille des Viperidae.

## Répartition
Cette espèce se rencontre :
- en Argentine dans la province de Misiones ;
- au Brésil dans les États du Rio Grande do Sul, de Santa Catarina, du Paraná et dans le sud-est de l'État de São Paulo.

## Description
C'est un serpent venimeux.

## Publication originale
- Gomes, 1913 : Uma nova cobra venenosa do Brasil. Annaes Paulistas de Medicina e Cirurgia, vol. 1, p. 65-67.